# Церква святих Косми і Даміана (Бортне, православна)
 
Пам'ятник культури Малопольського воєводства: реєстраційний номер А-44 від 3 березня 2006 року.

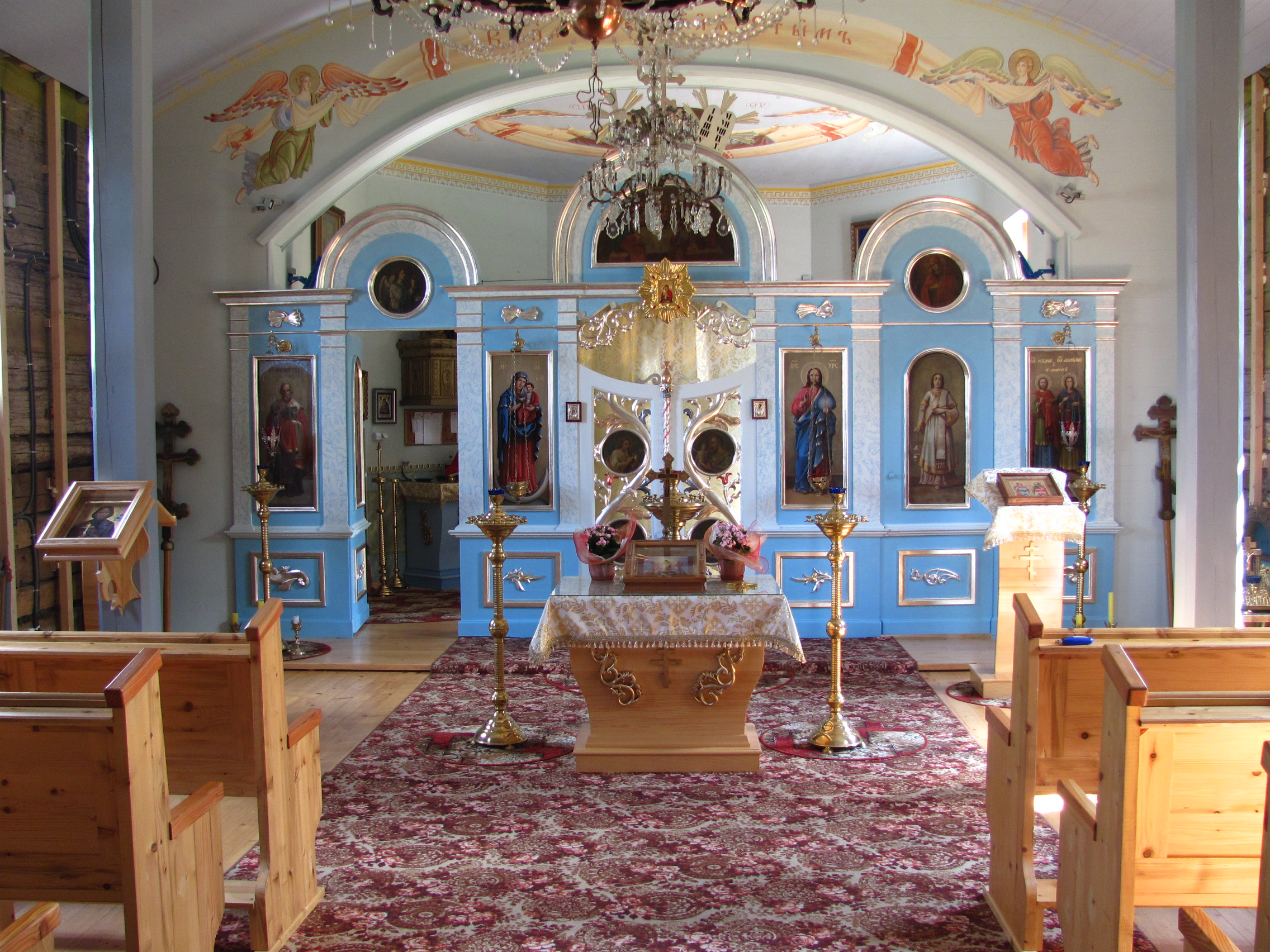
Інтер'єр церкви

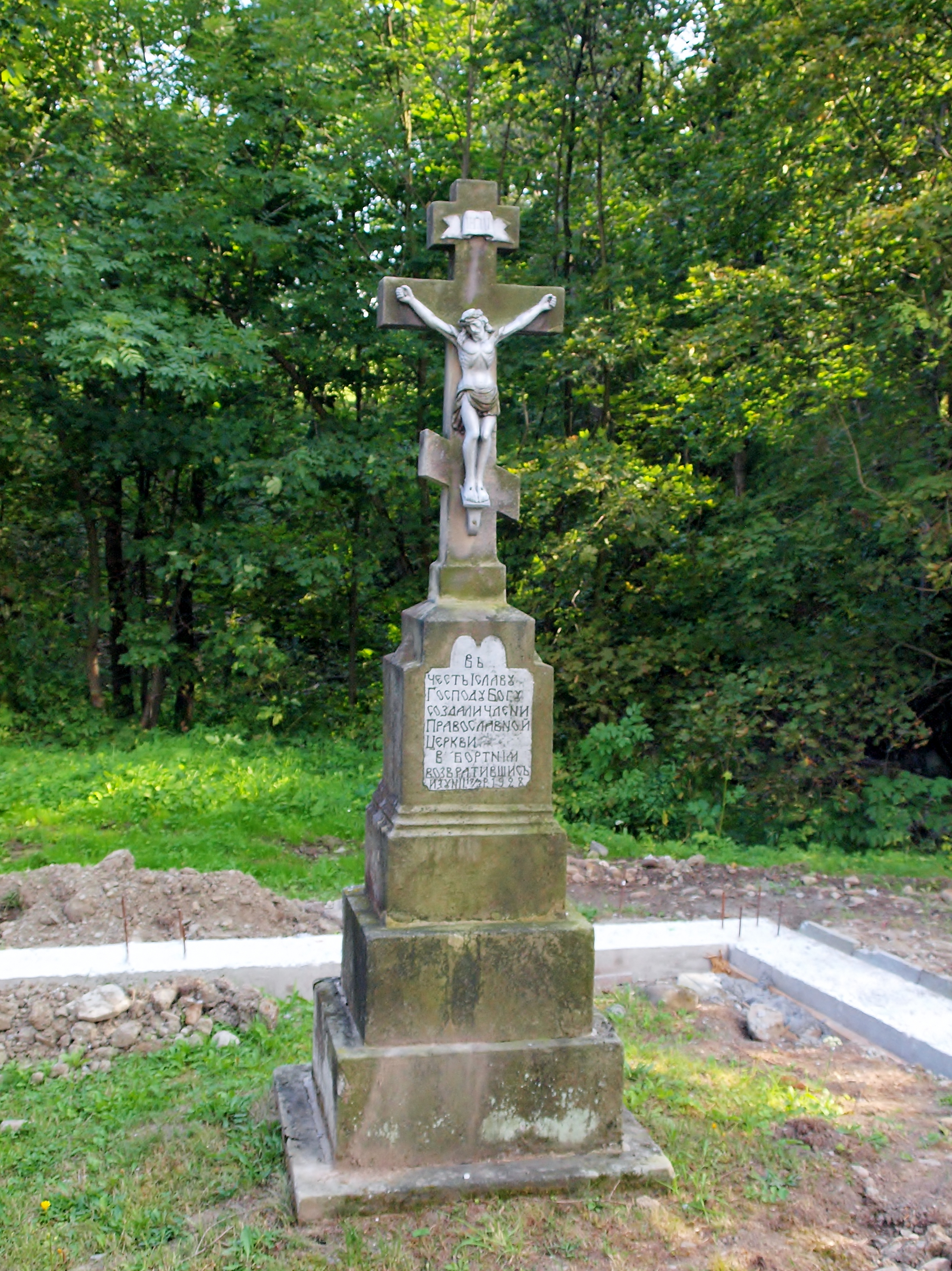
Поклінний хрест, присвячений переходу лемків у православ'я. На хресті розміщено напис польською мовою: «Честь і слава Богу! Стали членами Православної церкви в Бортне, повернувшись із Унії. 17 березня 1928 року»

Церква святих Косми і Даміана (пол. Cerkiew Świętych Kosmy i Damiana) — православна церква, яка перебуває в селі Бортне, гміна Сенкова, Горлицький повіт, Малопольське воєводство, Польща. Парафія входить до складу Перемишльсько-Горлицької єпархії Польської православної церкви. Освячена на честь святих Косми і Даміана. Архітектурний пам'ятник Малопольського воєводства, входить до переліку об'єктів туристичного маршруту «Шлях дерев'яної архітектури».

## Історія
Церква була побудована в 1928 році в характерному стилі лемківської дерев'яної архітектури після того, як частина жителів села перейшла в православ'я під час так званої Тилявської схизми. 14 листопада 1928 року, в день пам'яті святих Косми і Даміана, відбулося її освячення.
3 березня 2006 року церква була внесена до Реєстру пам'яток Малопольського воєводства (№ А-44), які охороняються державою.

## Опис
Дерев'яна церква складається з трьох куполів і розташовується на кам'яному фундаменті, що виступає з землі.
Перший іконостас був привезений сюди із розібраної дерев'яної церкви з Холмщини і встановлений в 30-ті роки XX століття. У 1947 році, під час виселення лемків, цей іконостас був втрачений. З того часу збереглися тільки царські врата. У храмі встановлено лавки.
На даний час іконостас зібраний з сучасних ікон. Над хорами розташовуються 12 овальних ікон, привезених із розібраної церкви, яка перебувала до 1947 року в селі Свіржова Руська. У храмі також знаходиться копія Почаївської ікони Божої Матері.
Поблизу церкви знаходиться поклінний хрест із пам'ятним написом про перехід жителів Бортне у православ'я.